# Kratos Aurion
Kratos Aurion es un personaje ficticio del videojuego Tales of Symphonia.
Kratos Aurion se presenta como un mercenario. Su oportuna aparición salva a Lloyd Irving, Genis Sage y Colette Brunel de un grupo de maleantes conocido como Renegados. Tras esto es contratado por la abuela de Collete, Phaidra, para que la proteja en el viaje de regeneración.

## Carácter
Kratos es el típico personaje maduro, apuesto, serio y racional de todo Anime o Manga. Es un personaje un tanto frío y parece ser el más inteligente para tomar decisiones que conciernen al grupo, además posee amplios conocimientos sobre magias y técnicas de lucha.

## Habilidades y destrezas
Kratos utiliza una espada y un escudo como armas (las mismas que Zelos Wilder), y es uno de los personajes más poderosos y equilibrados de juego dominando ataques mágicos y físicos por igual, además de que su participación en la historia es crucial. A medida que se avanza en la historia se van descubriendo aspectos de su pasado, así como los secretos que oculta en su misteriosa personalidad.

## Historia
Kratos fue compañero de Yuan, Mithos y de su hermana Martel 4000 años antes del juego. Cuando Martel fue asesinada, Mithos juro que se vengaría y empezó su transición a Yggdrasill y su fijación en el racismo, a su raza los semielfos y su odio por los humanos y elfos por igual.
Durante la guerra de Kharlan los cuatro compañeros desarrollaron técnicas de utilización del maná con exferas para que su vida se prolongase indefinidamente. Kratos era el único humano del grupo.
Más tarde, tras la división de los mundos, Kratos, queriendo desvincularse de los planes de Mithos, descendió a Sylvarant; donde conoció a Anna con la que tendría un hijo (Lloyd Irving) o en realidad Lloyd Aurion pero Kvar uno de los cinco Jerarcas Desianos de Yggdrasill, la convirtió en un monstruo y Kratos, a petición de ella, la mató. Después de esto, creyó que Lloyd había muerto por lo que regresó junto a Yggdrasill.
Cuando se une al grupo de Collette, no conoce la identidad de Lloyd y en realidad los ayuda para asegurarse de que la elegida llegue al final del viaje. Pero durante el juego descubre la identidad de Lloyd, consigue vengarse de Kvar y al final reconoce que los planes de Mithos son una locura y se enfrenta a él.
Se separa del grupo antes de que abandonen Sylvarant, se puede volver a unir más adelante pero tendrías que matar a Zelos Wilder.
En la parte de la noche en Flanoir tendrás que elegir entre Zelos y Kratos. Si quieres a Kratos tendrás que decir que no a todos hasta que estés al lado de la estufa y escuches a Kratos, entonces dices que sí y tendrás a Kratos cuando maten a Pronyma en la sala de la semilla magna. Si quieres a Zelos di en la habitación que si a cualquier persona y seguirás teniendo a Zelos.
Curiosidades:
Es uno de los 4 Arcanos (ángeles líderes de Cruxis) y el único ángel de origen completamente humano.
Cameos: Tales of World Radiant Mythologic 1,2,3(Poximamente en Psp)Tales of Vesperia (jefe oculto), Tales of VS, Tales of Destiny Remake en el orfanato de Ruthee Tales of Fandom Vol. 2 Ps2
- Datos: Q11687393